# 16194 Родерік
16194 Родерік (16194 Roderick) — астероїд головного поясу, відкритий 4 січня 2000 року.
Тіссеранів параметр щодо Юпітера — 3,156.